# Marplesornis novaezealandiae
Marplesornis novaezealandiae är en utdöd fågel i familjen pingviner inom ordningen pingvinfåglar. Den beskrevs 1960 utifrån fossila lämningar från tidig pleistocen funna i Nya Zeeland.